# Balázs Tibor (költő)
Balázs Tibor (Aranyosgyéres, 1958. április 13. – Esztergom, 2017. január 11.) magyar költő, műfordító, irodalomtörténész, az Accordia és a Littera Nova Kiadó vezetője.

## Életpályája
Balázs József és Frank Erzsébet gyermekeként, protestáns lelkészcsaládban született.
Egyetemi tanulmányait a Babeș–Bolyai Tudományegyetemen végezte Kolozsváron, román–francia nyelv és irodalom szakon 1981–1986 között. 1991-ben a Grenoble-i Stendhal Egyetem hallgatója volt. Tanulmányait az ELTE-n folytatta, ahol irodalomtudományból szerzett doktori (PhD) fokozatot 2005-ben. Kutatási területe a költészet és a filozófia/vallásbölcselet viszonya.
1986-tól 1987-ig tanár a Bihar megyei Sárszegen. 1989-től Budapesten élt, a Vörösmarty Gimnáziumban tanított. 1993-tól a Littera Nova Könyvkiadó igazgatója, párhuzamosan, 1998-tól az Accordia Kiadó irodalmi vezetője, majd 2005-től igazgatója volt. 1996-ban megalapította a Littera Nova Irodalmi és Művészeti Társaságot. 1978-tól publikált verseket, aforizmákat, gyermekirodalmi műveket, esszéket, tanulmányokat, műfordításokat.

## Művei
- Kék sirályok (versek, Kriterion, Forrás sorozat, 1987)
- Ösvényeim (versek, Kráter, Budapest, 1991, ISBN 963-7909-29-X, a könyvön hibásan 963 7904 11 7)
- Jel+ige  ( Lelkészírók antológiája, Gyimesi László-Balázs Tibor-Batári Gábor,  Accordia Kiadó, Budapest, 1999, ISBN 9639242055)
- Maforizmák (1. kiadás, Károlyi Marianna rajzaival, Penna Kiadó, Pomáz, 1995, ISBN 963-85211-1-2 (a könyvön hibásan 963-8521-1-2), további kiadások a Littera Nova Kiadónál, Kaján Tibor rajzaival)
- Nocturnes (versek franciául, 1997)
- A fogfájós vaddisznó (gyermekversek, Réber László rajzaival, Lázár Ervin ajánló soraival, Littera Nova, 1998, ISBN 9789639212923)
- Félkalap Verses kópéságok (gyermekversek, Gyulai Líviusz rajzaival, Csukás István ajánló soraival, Accordia Kiadó, 2001, ISBN 9789639824966)
- Kótyomfittyek (gyermekversek, Gábor Enikő rajzaival, 2001)
- Explorări în poezia lui A. E. Baconsky („studiu afectiv”, Oradea, Familia, lector: Ion Simuţ, 2002)
- Ábel tornya Székely zarándokversek 1974–1989 (Kányádi Sándor ajánló soraival, Accordia Kiadó, 2003, ISBN 9639502138)
- A romániai magyar létköltészet története 1919–1989 (tanulmány, Accordia Kiadó, 2006)
- Aforizma-párbaj (társszerző: Csontos Márta, Littera Nova Kiadó, 2010, ISBN 978-963-964-345-1)
- Megérkezés Aquincumba (Littera Nova, Budapest, 2014, ISBN 9789639643307)
- Létszám feletti angyal (Accordia Kiadó, Budapest, 2003, ISBN 9639502170)
- Párhuzamos görbék (Bognár Stefánia-Balázs Tibor,Littera Nova Kiadó, 2010, ISBN 9789639643611)

## Publikációi
Verseit a kolozsvári Utunk, a marosvásárhelyi Igaz Szó, a kolozsvári Igazság (Fellegvár rovat, szerk.: Szőcs Géza), a nagyváradi Fáklya, a bukaresti Ifjúmunkás Irodalom-Művészet rovata, Magyarországon az Életünk, az Élet és Irodalom stb. közölte 1989-ig. Az 1985-ben, a Kriterion Könyvkiadónál, Markó Béla válogatásában megjelent Alapművelet című antológia egyik szerzője.
1989–1991 között az Élet és Irodalom, a Hitel, a Holnap, a Forrás, a Jel, a Kelet-Nyugat, a Magyarok, az Új Ember stb. közölte, illetve a Magyar Rádióban hangzottak el versei. Korábbi versei révén szereplője a Fontos versek című gyűjteménynek (Cseke Gábor: Lírai tőzsde: Fontos versek, Irodalmi Jelen Könyvek, Arad, 2006), valamint több, nem saját kiadójánál publikált antológiában is.
Közel húszéves hallgatás után jelentkezett 2009-ben Megérkezés Aquincumba című versciklusával, melynek darabjai a Hitel, az Új Forrás, a Napút, a Parnasszus, az Agria, a Bárka hasábjain jelentek meg.

## Díjak
- 2000. Zsámboky János-díj
- 2001. – 2002 NKA-ösztöndíj